# Difensore d'ufficio
Il difensore d'ufficio è una particolare figura prevista dagli ordinamenti giuridici per garantire il diritto alla difesa in un processo.
Qualora durante un procedimento giudiziario un imputato non possa o non provveda a nominare un proprio difensore di fiducia oppure, sebbene avendolo fatto, ne rimanga privo per una qualsiasi ragione, l'autorità giudiziaria che procede provvede essa stessa a nominare un avvocato quale difensore per assistere l'imputato e garantire il suo diritto di difesa.

## Nel mondo

### Italia
Il difensore d'ufficio deve essere un avvocato iscritto in un albo professionale forense, ed è selezionato dall'autorità giudiziaria (giudice o PM) o dalla polizia giudiziaria sulla base di appositi elenchi; a differenza del difensore di fiducia, il difensore d'ufficio che sia stato nominato ha l'obbligo di prestare il suo patrocinio e può essere sostituito da un nuovo difensore d'ufficio solo per giustificati motivi. Secondo la sentenza della Corte costituzionale n. 106/2010, i praticanti avvocati non possono essere più nominati difensori d'ufficio.